# Stemma del Maryland

Sigillo del Maryland dal 1969

Lo stemma del Maryland (ufficialmente in inglese Great Seal of the State of Maryland, ossia Gran Sigillo dello Stato del Maryland) è adottato dal Parlamento del Maryland (Maryland General Assembly) dal 1969. 
Il primo sigillo fu adottato nel 1645 durante la ribellione disegnato da Richard Ingle.
Ci sono state variazioni nei dettagli dello stemma negli anni dei secoli.

1632
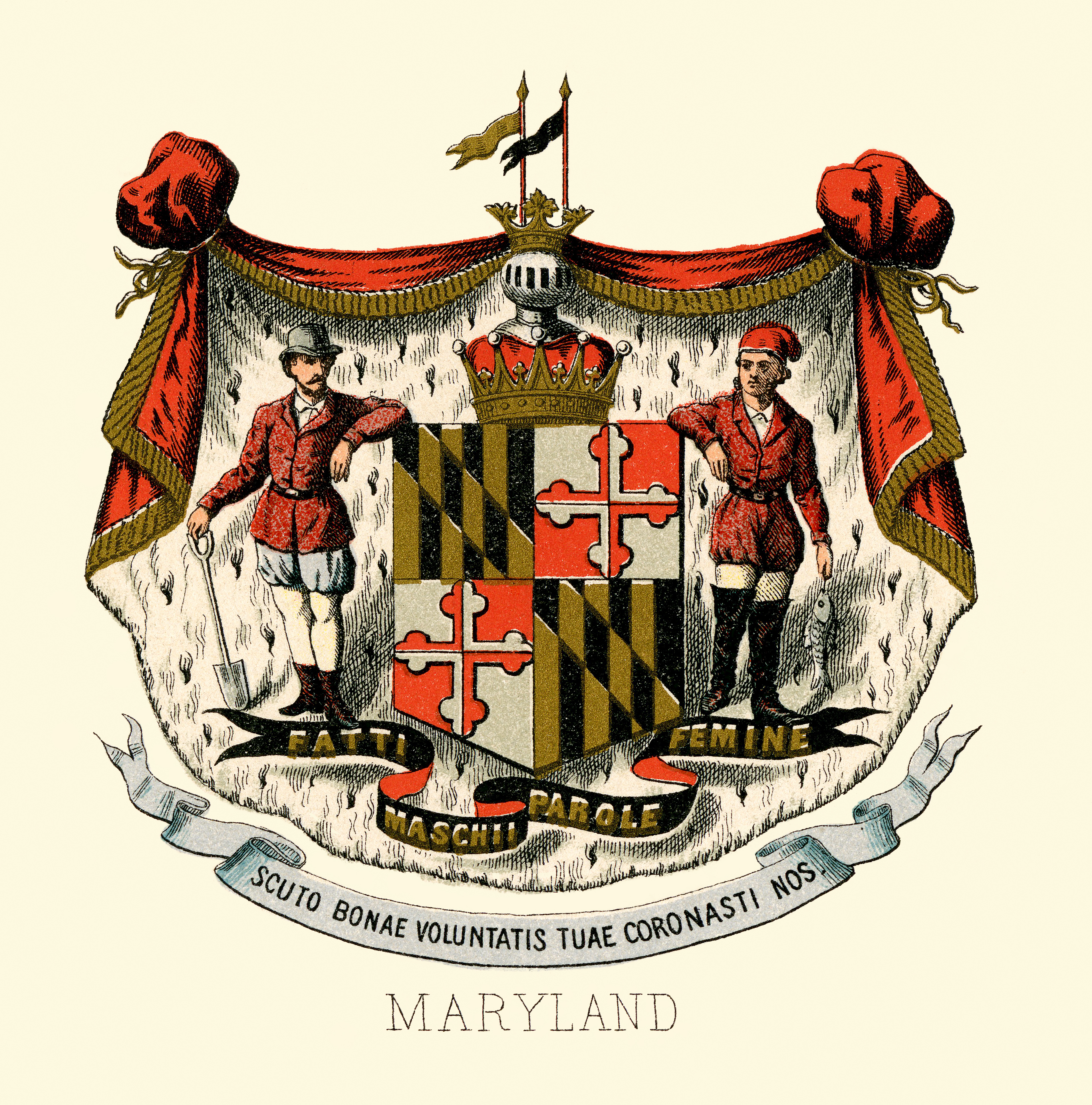
Una delle prime versioni
1876 circa
2020
Dal 2021